# 프레더릭 그리피스
프레더릭 그리피스(영어: Frederick Griffith, 1879년 - 1941년)는 영국의 의사이자 유전학자이다. 폐렴쌍구균을 이용한 실험으로 형질전환을 발견하였다. 그의 발견은 1950년대의 DNA 발견과 더불어 분자유전학이 출발하는 계기가 되었다.

## 생애
프레더릭 그리피스는 1879년 영국 잉글랜드의 헤일에서 태어났다. 리버풀 대학교에서 유전학을 전공한 뒤 리버풀 왕립 진료소, 조셉 티 연구소, 왕립 결핵위원회 등에서 근무하였다. 그리피스는 1910년 아서 이스트우드가 장관으로 있던 영국 보건부에 고용되었다.
그리피스는 제2차 세계대전이 한창이었던 1941년 나치독일의 런던 공습에 희생되어 사망하였다. 사망당시 그는 연구소에서 실험을 계속하는 중이었으며 동료 생물학자 윌리엄 스코트와 함께 폐렴쌍구균에 대한 실험 논문을 완료한 직후였다.

## 업적
1928년 프레더릭 그리피스는 그리피스 실험을 통해 박테리아의 형질전환을 발견하였다. 그의 실험은 유독한 폐렴쌍구균(S형)에 열을 가하여 파괴하면 독성이 사라지지만, 무해한 폐렴쌍구균(R형)에 이미 열처리하여 독성이 사라진 S형 균을 넣자 모두 독성을 지니게 되는 것을 관찰하였다. 그리피스는 S형 균의 어떤 유전형질이 R형에 영향을 주어 형질전환이 일어났다는 것을 알았으나 무엇이 그러한 변환을 일으키는지는 밝혀내지 못했다. 1944년 오즈월드 에이버리는 그리피스의 실험을 훨씬 정교하게 통제하여 열처리한 S형 균을 탄수화물, 단백질, DNA로 구분하여 R형 균에 투입하였고, 그 결과 DNA가 형질변환의 원인임을 밝혀내었다.

## 같이 보기
- 그리피스 실험
- 유전학